# Karl von Klinckowstroem
Carl Leonhard von Klinkowström (* 27. Juli 1784 in Ludwigsburg, Vorpommern; † 13. September 1865 in Drehnow, Kreis Crossen) war ein preußischer Generalleutnant.

## Leben

### Herkunft
Seine Eltern waren Friedrich Sebastian von Klinkowström (1735–1821) und dessen Ehefrau Anna Louise Wilhelmine, geborene von Rosenberg (1751–1823). Der Vater war schwedischer Oberstleutnant, königlich schwedischer Hofgerichtsassessor in Greifswald sowie Herr auf Ludwigsburg. Einer seiner älteren Brüder, Friedrich August (1778–1835), war zunächst Offizier im Infanterieregiment „von Tresckow“, nahm aber 1802 seinen Abschied, da er etwas stotterte. Er wurde Maler und gründete in Wien eine Erziehungsanstalt. Eine seiner jüngeren Schwestern, Henriette Eleonore (1792–1847), betätigte sich als Schriftstellerin.

### Leben
Klinkowström immatrikulierte sich am 11. Januar 1794 an der Universität Greifswald. Er sollte dann das Berliner Kadettenhaus besuchen, wurde aber abgelehnt, da die Anstalt keine Ausländer aufnahm. So trat er in die Preußische Armee ein und wurde am 18. April 1801 als Standartenjunker im Kürassierregiment „von Wagenfeld“ angestellt. Am 4. Oktober 1803 wurde er überzähliger Kornett, bevor er am 15. November 1803 einrangiert wurde. Am 23. Oktober 1805 avancierte Klinkowström zum Sekondeleutnant und nahm während des Vierten Koalitionskrieges an den Kämpfen bei Preußisch Eylau, Liebstadt und Braunsberg teil. Für Braunsberg erhielt er eine besondere Auszeichnung, wurde aber auch schwer verwundet, so dass sein linker Arm zeitlebens gelähmt blieb.
Nach dem Frieden von Tilsit formierten sich die Reste seine Regiments zum Schlesischen Kürassier-Regiment und Klinkowström kam am 26. Dezember 1808 als Adjutant zum General von Massenbach. Am 27. März 1809 wurde er Premierleutnant in der Adjutantur mit einem Gehalt von 30 Taler und drei Rationen. Bis Juni 1810 stieg Klinkowström zum Stabsrittmeister auf und kam am 21. März 1811 als Adjutant zur Ostpreußischen Kavallerie-Brigade. Anfang April 1811 folgte seine Versetzung in gleicher Stellung zur Westpreußischen Kavallerie-Brigade, bei der Klinkowström am 5. Mai 1812 zum Rittmeister befördert wurde.
Während der Befreiungskriege kämpfte er in den Schlachten bei Großgörschen, Bautzen, Dresden, Nollendorf, Leipzig sowie in den Gefechten bei Bernburg, Rochlitz, Colditz, Königswartha, Reichenbach, Brunzlau, Haynau, Gießhübel, Fère-Champenoise, Meaux, Claye, Wavre, Namur, Versailles, Brienne, Paris, Ligny und Waterloo. Bei Leipzig erwarb er den Orden der Heiligen Anna II. Klasse, bei Königswartha das Eiserne Kreuz II. Klasse, bei Kulm den Orden des Heiligen Wladimir IV. Klasse und bei Paris das Eiserne Kreuz I. Klasse. Am 13. August 1813 folgte seine Abkommandierung zum russischen General Oldecop und am 28. November 1813 wurde er zum Major befördert. Am 12. März 1814 wurde Klinkowström dem Neumärkischen Dragoner-Regiment abgestellt und am 29. März 1815 in das Brandenburgische Husaren-Regiment versetzt. Dort erfolgte Anfang Oktober 1815 seine Beförderung zum Oberstleutnant.
Am 1. Februar 1817 wurde er zum Kommandeur des 3. Husaren-Regiments ernannt und in dieser Eigenschaft am 9. Oktober 1817 mit dem Orden der französischen Ehrenlegion ausgezeichnet. Am 30. März 1823 wurde er Oberst mit Patent vom 11. April 1823 und am 18. Januar 1824 bekam er den Johanniterorden. Am 30. März 1832 kam er als Kommandeur zur 14. Kavallerie-Brigade und wurde dem 3. Husaren-Regiment aggregiert. Anlässlich des Ordensfestes wurde Klinkowström im Januar 1834 der Rote Adlerorden III. Klasse mit Schleife verliehen. Am 30. März 1834 wurde er zum Generalmajor befördert, bevor er am 12. August 1837 mit Pension zur Disposition gestellt wurde. Am 5. August 1847 erhielt er den Charakter als Generalleutnant und zu seiner Pension eine persönliche Zulage von 300 Talern jährlich. Er starb am 13. September 1865 in Drehnow (Kreis Crossen).

### Familie
Klinkowström heiratete am 9. Dezember 1811 in Hirschfelde (Kreis Sagan) Marie Charlotte von Knobelsdorff (1803–1823). Aus der Ehe ging der Sohn Thure Ernst Carl (* 1823) hervor. Nach dem Tod seiner ersten Frau heiratete er am 6. Juni 1830 in Groß-Zossen bei Borna Johanna Angelika Mathilde von Einsiedel (1800–1831) aus dem Hause Groß-Zossen. Aus einer dritten Ehe Klinkowströms stammte die Tochter Jenny Johanna Maria Angelica (1836–1876), die 1859 in Posen Otto von Stosch (1835–1870) heiratete.